# Kristien Van Vaerenbergh
Kristien Van Vaerenbergh (Halle, 22 april 1978) is een Belgisch advocate en Vlaams-nationalistisch politica voor de N-VA.

## Levensloop
Ze liep school eerst in het Sint-Godelieve Instituut in Eizeringen en nadien middelbaar bij Regina Caeli in Dilbeek. Ze promoveerde in 2003 tot licentiaat in de rechten aan de Universiteit Gent en behaalde een diploma in internationaal en Europees recht in Parijs. Sinds 2003 is Van Vaerenbergh actief als advocaat in het familiekantoor te Lennik.
Ze is de dochter van advocaat, voormalig Volksunie-burgemeester en -parlementslid Etienne Van Vaerenbergh, en zus van fotograaf Wouter Van Vaerenbergh. 
Na het uiteenvallen van de Volksunie in 2001 bleef haar vader actief als politicus voor de lokale kieslijst Lennik 2000, later Lennik Kwadraat waartoe ook Kristien Van Vaerenbergh ging behoren. In februari 2009 zet ze de stap naar N-VA. Ze lag ook mee aan de basis van diverse N-VA-afdelingen in het Pajottenland: Zo richtte ze in haar eigen gemeente Lennik op 25 juni 2011 een N-VA-afdeling op. Onder haar politiek meterschap werden ook de N-VA afdelingen van Herne en Galmaarden opgericht begin 2012.
Sinds januari 2013 is Van Vaerenbergh gemeenteraadslid van Lennik. Ze werd er fractieleider voor haar partij in de gemeenteraad, die er de grootste oppositiepartij is.

## Federaal Volksvertegenwoordiger
Na de federale verkiezingen van juni 2010 deed ze haar intrede in de Kamer van volksvertegenwoordigers, alwaar ze van 2012 tot 2014 voorzitter van de Kamercommissie Justitie was.  Vanuit haar mandaat in de Kamer werd ze tevens lid van de Parlementaire Assemblee van de Raad van Europa, van 2010 tot 2024 als plaatsvervanger en sinds 2024 als vast lid.
Bij de verkiezingen van 25 mei 2014 werd ze herkozen als volksvertegenwoordiger. Ze legde zich toe op burgerlijk recht en de informatisering van justitie. Wetsvoorstellen waartoe ze zich bijzonder engageerde waren onder meer een volwaardig statuut voor pleegouders, het vervangen van de stigmatiserende term gescheiden door ongehuwd op overheidsdocumenten en het mogelijk maken van het verhoor via video in strafzaken. Het Grondwettelijk Hof vernietigde dit laatste echter wegens een mogelijke schending van het recht op een eerlijk proces.
Bij de verkiezingen van 26 mei 2019 werd ze opnieuw herkozen. Ze werd in de zittingsperiode 2019-2024 opnieuw voorzitter van de Kamercommissie Justitie. In verkiezingen van 9 juni 2024 werd Van Vaerenbergh verkozen voor een vierde termijn in de Kamer.